# Marek Błaszczyk
Marek Błaszczyk (ur. 21 lutego 1972 w Łodzi) – polski klawiszowiec, aranżer, producent muzyczny.

## Życiorys
Uczył się w szkole muzycznej w klasie oboju oraz ukończył studia na Wydziale Jazzu i Muzyki Rozrywkowej Akademii Muzycznej w Katowicach. Po maturze rozpoczął współpracę z Państwową Wyższą Szkołą Filmową, Telewizyjną i Teatralną im. Leona Schillera w Łodzi, komponując muzykę do spektakli teatralnych, m.in. Michała Pawlickiego. Współpracował z artystami, takimi jak m.in. Hanka Bielicka, Elżbieta Adamiak, Piotr Bukartyk, Andrzej Poniedzielski czy grupa Trzeci Oddech Kaczuchy. Aranżował Robertowi Jansonowi hymn polskiej reprezentacji na igrzyska olimpijskie w Sydney, ponadto dyrygował orkiestrą, która nagrywała ten utwór. Był nauczycielem w szkole muzycznej II stopnia, gdzie prowadził dla pianistów zajęcia z improwizacji i harmonii jazzowej.
Na początku lat 2000. dołączył do zespołu Ich Troje jako kierownik sekcji instrumentalnej, a na koncertach wspierał zespół, grając na klawiszach, akordeonie oraz trąbce i klarnecie, okazjonalnie także na syntezatorach. Po odejściu z Ich Troje zaczął grać w zespole Volver. Występuje również solo, używając pseudonimu Marc Bee. W 2000 nakładem firmy Reim Music Factory wydał autorski album pt. Do err....